# فيروس تي- الليمفاوي البشري

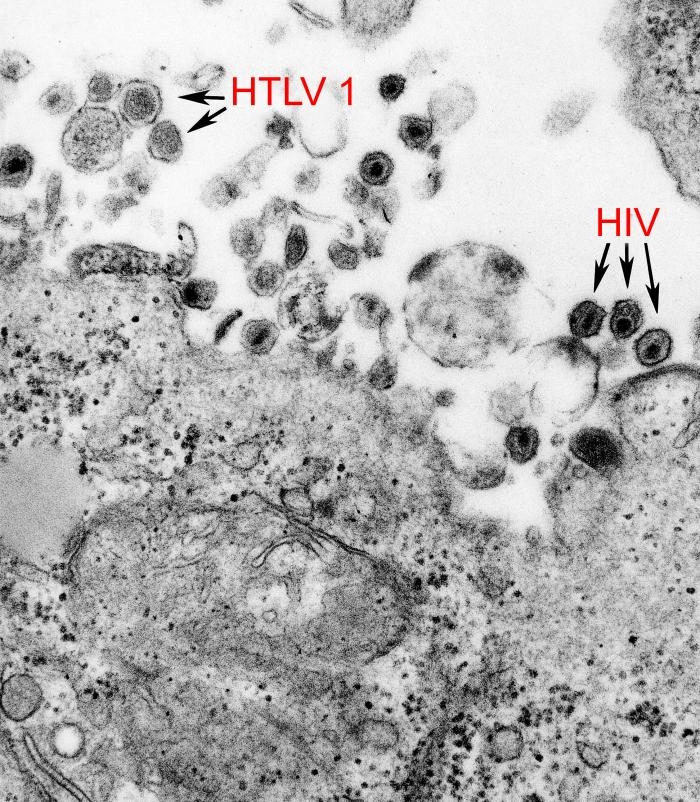
فيروس تي-الليمفاوي البشري وفيروس فقدان المناعة البشري

فيروس تي- الليمفاوي البشري (بالإنجليزية: Human T-lymphotropic virus or HTLV)‏ هو فيروس دنا قهقري بشري معروف بتسببه في نوع من السرطان. هو أول فيروس قهقري مصيب للبشر يتم عزله.
في عام 2006 قدر عدد الأشخاص المصابين بـ (HTLV-1) و (2-HTLV) في العالم بـ 20 مليون.